# Michael Kibler

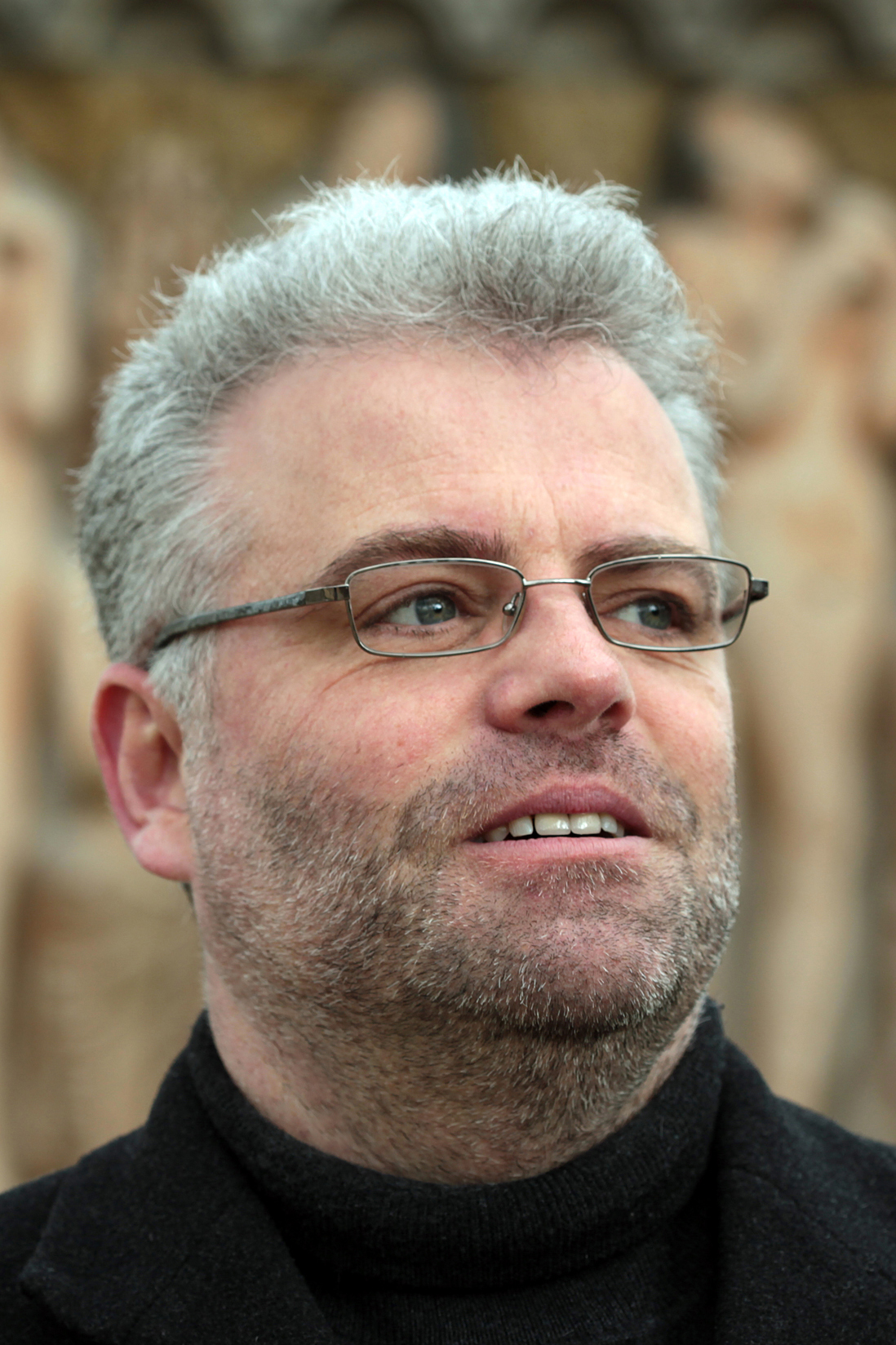
Michael Kibler 2009

Michael Kibler (* 24. Februar 1963 in Heilbronn) ist ein deutscher Schriftsteller.
Nach Abitur und Zivildienst studierte er an der Johann Wolfgang Goethe-Universität Frankfurt am Main Germanistik mit den Nebenfächern Filmwissenschaft und Psychologie. Er schloss das Studium 1991 als Magister Artium ab. 1998 promovierte er, unterstützt durch ein Stipendium der Studienstiftung des deutschen Volkes. Bereits während und nach der Promotion arbeitete Michael Kibler in verschiedenen Unternehmen und Positionen in der Öffentlichkeitsarbeit. 2002 machte er sich als Texter selbständig. Michael Kibler lebt in Darmstadt.
Michael Kiblers erster Kriminalroman Madonnenkinder erschien 2005, Zarengold folgte 2007, Rosengrab 2008. Die Kriminalromane spielen alle in Darmstadt, ihre Hauptpersonen wechseln. Außerdem hat Michael Kibler Kurzgeschichten in diversen Anthologien veröffentlicht. Bevor Werke unter seinem eigenen Namen erschienen, schrieb er zwischen 1992 und 1998 unter den Pseudonymen Michelle Stowe und Michael Conners Heftromane für den Bastei-Verlag.

## Werke

### Darmstadt-Krimis
Die Bände 8 (Sterbenszeit) und 14 (Fremder Tod) werden formal vom Piper- und Societäts-Verlag nicht zu den Darmstadt-Krimis gezählt, gehören aber nach ihren Figuren demselben Erzähluniversum an.
| Nr. | Nr. (Verlag) | Titel             | Publikation                                    | Handlungszeit          | Markante Orte                    |
| --- | ------------ | ----------------- | ---------------------------------------------- | ---------------------- | -------------------------------- |
| 1   | 1            | Madonnenkinder[2] | Societäts-Verlag, 2005, ISBN 3-7973-0948-1     | Juli 2004              | Herrngarten                      |
| 2   | 2            | Zarengold         | Piper-Verlag, 2007, ISBN 978-3-492-05029-6     | Dezember 2005          | Mathildenhöhe                    |
| 3   | 3            | Rosengrab         | Piper-Verlag, 2008, ISBN 978-3-492-05176-7     | Mai 2007               | Rosenhöhe                        |
| 4   | 4            | Schattenwasser    | Piper-Verlag, 2010, ISBN 978-3-492-25906-4     | Mai 2009               | Jugendstilbad                    |
| 5   | 5            | Todesfahrt        | Piper-Verlag, 2011, ISBN 978-3-492-27357-2     | Dezember 2010          | Darmstadt (Indiana, USA)         |
| 6   | 6            | Engelsblut        | Piper-Verlag, 2012, ISBN 978-3-492-30046-9     | November 2011 (?)      | Odenwaldbahn                     |
| 7   | 7            | Opfergrube        | Piper-Verlag, 2013, ISBN 978-3-492-30047-6     | Juni/Juli 2012         | Großer Woog                      |
| 8   | -            | Sterbenszeit      | Piper-Verlag, 2014, ISBN 978-3-492-30084-1     | September 2013         | (Cap Arcona)                     |
| 9   | 8            | Totensee          | Piper-Verlag, 2015, ISBN 978-3-492-30044-5     | September/Oktober 2014 | Grube Prinz von Hessen           |
| 10  | 9            | Seelenraub        | Piper-Verlag, 2016, ISBN 978-3-492-30937-0     | Juni 2016              | Bismarckturm                     |
| 11  | 10           | Treueschwur       | Piper-Verlag, 2017, ISBN 978-3-492-31222-6     | Juni 2017              | Darmstadtium                     |
| 12  | 11           | Abendfrost        | Piper-Verlag, 2018, ISBN 978-3-492-31386-5     | Juni 2018              | Georg-Christoph-Lichtenberg-Haus |
| 13  | 12           | Zornesglut        | Piper-Verlag, 2019, ISBN 978-3-492-31483-1     | Mai/Juni 2019          | Güterhalle Höchst                |
| 14  | -            | Fremder Tod       | Piper-Verlag, 2020, ISBN 978-3-492-06236-7     | Anfang 2020            | Lucasweg; Ledigenwohnheim        |
| 15  | 13           | Aschespur         | Piper-Verlag, 2021, ISBN 978-3-492-31505-0     | Juni 2021              | (Madrid: Niños robados)          |
| 16  | 14           | Stiller Hass      | Societäts-Verlag, 2022, ISBN 978-3-95542-440-4 | Mai 2022               | („Griegtal“ für Friedberg)       |
| 17  | 15           | Bittere Lüge      | Societäts-Verlag, 2023, ISBN 978-3-95542-465-7 | April/Mai 2023         | Geibels „Seherin“ am Kapellplatz |
| 18  | 16           | Letzter Atem      | Societäts-Verlag, 2024, ISBN 978-3-95542-484-8 | Juni 2024              |                                  |
In den Romanen wiederkehrende Personen:
Steffen Horndeich (* ca. 1972), Kriminalhauptkommissar (Bände 1–13), privater Ermittler (ab Band 15)
Anna Kaleska, seine Freundin (Bände 1–3)
Sandra Hillreich, ab Band 5 seine Ehefrau
Margot Hesgart (* ca. 1962), Kriminalhauptkommissarin (Bände 1–9), später Sicherheitsberaterin
Sebastian Rossberg, ihr Vater
Rainer Becker, ihr zweiter Ehemann (Bände 1–7)
Dorothee Traunstein, Beckers Tochter (ab Band 4)
Nick Peckhard, Margots Freund (ab Band 5)
Leah Gabriely, Kriminalhauptkommissarin (Band 8, ab Band 10)
Richard Feller, Kriminalhauptkommissar (ab Band 9)
Jana Welzer (* ca. 1984), Nachlasspflegerin (ab Band 14)
Ben Lorenz, ihr Freund
Martin Hinrich (ab Band 1) und Emilia Schubert (ab Band 11), Rechtsmediziner

### Weitere Kriminalromane
- Bölle-Hölle: Ein Lilien-Krimi. Kriminalroman ohne Tote. Societäts-Verlag, 2016, ISBN 978-3-95542-215-8.
- Die Schlüssel-Frage. Kriminalroman in einfacher Sprache. Diakonie-Verlag, 2016, ISBN 978-3-938306-37-6.
- Lilien-Kater: Ein Lilien-Krimi. Societäts-Verlag, 2024, ISBN 978-3-95542-481-7.

### Krimi-Kurzgeschichten
- Ekeltraud. In: Gefährliche Nachbarn: 20 Kurzkrimis aus dem schweizerisch-deutschen Grenzgebiet. Gmeiner-Verlag, 2009, ISBN 978-3-89977-794-9.
- Mord(s)geschichten. Fünf kurze Geschichten, inspiriert von Heinrich Maria Davringhausen: Der Träumer II. 1919. Schader-Stiftung, 2009, ISBN 978-3-932736-28-5 (online)
- Amors Psyche. In: Tatorte Odenwald: sagenhaft mörderisch. Societäts-Verlag, 2009, ISBN 978-3-7973-1162-7.
- Prinzessinenraub. In: Trio Mortale. Brücken-Verlag, 2009, ISBN 978-3-935136-31-0.
- Die Liste. In: Tod im Taunus. KBV-Verlag, 2011, ISBN 978-3-942446-21-1 (Lesung)
- Knöllchen. In: Krimi Kommunale. Band 3, Kommunal- und Schul-Verlag, 2012, ISBN 978-3-8293-1023-9.
- Walzentod. In: Schöne Bescherung. Piper-Verlag, 2013, ISBN 978-3-492-30423-8 (Lesung Teil 1, Teil 2)
- Whisky des Tages. In: Mit Schirm, Charme und Pistole: very britische Kriminalstories. KBV-Verlag, 2014, ISBN 978-3-95441-191-7.
- Greter und Gretchen. In: Drückermorde: 12 Haustürgeschäfte, die böse ausgehen. fhl-Verlag, 2015, ISBN 978-3-95848-701-7.
- Kollateralschaden. In: Auf der Alm, da gibt’s an Mord: Kriminalgeschichten aus dem Allgäu. KBV-Verlag, 2015, ISBN 978-3-95441-234-1.
- Verflossenes Wasser. In: Mörderischer Gardasee: 11 Krimis und 136 Freizeittipps. Gmeiner-Verlag, 2019, ISBN 978-3-8392-2394-9.
- Unterm Schwanz. In: Tod unterm Schwanz: Kurzkrimis aus Hannover. Gmeiner-Verlag, 2020, ISBN 978-3-8392-2609-4.
- Die letzte Fahrt. In: Banken, Bembel und Banditen: Mord in Rhein-Main. Gmeiner-Verlag, 2020, ISBN 978-3-8392-2689-6 (Lesung)

### Darmstadt-Führer
- Darmstadt zu Fuß – Die schönsten Sehenswürdigkeiten zu Fuß entdecken. Stadtführer. Societäts-Verlag, 2010, ISBN 978-3-7973-1183-2.
- 66 völlig unbedeutende Orte in Darmstadt – Darmstadt abseits der Reiseführer. Verlag Waldemar Kramer, 2016, ISBN 978-3-7374-0457-0.
- Best of Darmstadt – Die Stadt entdecken. Societäts-Verlag, 2017, ISBN 978-3-95542-245-5.